# Michael Bishop
Pour les articles homonymes, voir Michael Bishop (baron Glendonbrook) et Bishop.
Œuvres principales
- Requiem pour Philip K. Dick
- No Enemy But Time

Michael Bishop, né le 12 novembre 1945 à Lincoln (Nebraska) et mort le 13 novembre 2023, est un écrivain de science-fiction américain.

## Biographie
Fils de militaire, Michael Bishop passe une année au Japon à l'âge de quatre ans. Ses parents divorcent peu après leur retour aux États-Unis. Sa mère s'établit avec lui à Mulvane, dans l'État du Kansas.
Il effectue ses études à Tulsa dans l'Oklahoma, puis à l'Université de Géorgie, dont il sort diplômé en 1967. Après sa maîtrise d'anglais, il soutient une thèse portant sur la poésie de Dylan Thomas « Dylan Thomas' Obscurity :The Legitimacy of Explication, University of Georgia, 1968 ». Il enseigne l'anglais pendant quatre ans à l'Air Force Academy Preparatory Classes, à Colorado Springs, avant de revenir enseigner à l'Université de Géorgie.
Il publie sa première nouvelle en 1970 dans le magazine Galaxy Science Fiction, où il partage la couverture avec Robert A. Heinlein et Robert Silverberg. Il continue par la suite à publier dans de nombreux magazines. En 1974, devant le succès remporté par ses récits, il décide de quitter l'enseignement pour se consacrer pleinement à l'écriture. Il déménage alors à Pine Mountain (en), dans l'Ouest de la Géorgie, région dans laquelle se déroulent un certain nombre de ses romans.

### Carrière
Michael Bishop gagne deux fois le prix Nebula : le prix Nebula de la meilleure nouvelle longue 1981 pour Retour à la vie (The Quickening) et le prix Nebula du meilleur roman 1982 pour No Enemy But Time . Il reçoit aussi quatre prix Locus, et son œuvre est nommée de nombreuses fois au prix Hugo. En juillet 2009, The Pile reçoit le prix Shirley-Jackson du meilleur court métrage de 2008.
En 1993, la 20th Century Studios pose une option sur son roman Brittle Innings pour l'adapter à l'écran, et lui en achète les droits en 1995. Cependant le projet est en suspens.
Michael Bishop publie treize romans seuls, trois nouvelles en écriture collective, et cent quarante scénarios de court métrage. La plupart sont réunis en huit collections. La dernière, The Door Gunner and Other Perilous Flights of Fancy, une retrospective, est publiée en février 2012 par Subterranean Press. Ses histoires apparaissent dans des publications telles que Playboy, Alfred Hitchcock's Mystery Magazine, Ellery Queen's Mystery Magazine, Isaac Asimov's Science Fiction Magazine, The Magazine of Fantasy & Science Fiction, Missouri Review,  Indiana Review (en), Chattahoochee Review, Georgia Review, Omni et Interzone. Son travail est traduit en plus de douze langues.
Il édite sept anthologies, incluant le gagnant du prix Locus Light Years and Dark et A Cross of Centuries: Twenty-five Imaginative Tales about the Christ en 2007. Sa dernière, Passing for Human, est co-éditée par Steven Utley en 2009.
En plus de ses fictions, Michael Bishop publie de la poésie, rassemblée en deux volumes, et gagne en 1979 le prix Rhysling (en) pour son poème For the Lady of a Physicist. Il a aussi de nombreux articles publiés dans les revues, journaux et magazines, dont le New York Times, le Washington Post, l'Atlanta Journal-Constitution, le Columbus Ledger-Enquirer, Omni et le New York Review of Science Fiction. Un recueil de non-fictions, A Reverie for Mister Ray, est édité par PS Publishing en 2005.
Il a collaboré avec l'auteur britannique Ian Watson sur une série de romans dans l'univers d'un travail plus ancien de Michael Bishop. Il écrit aussi deux romans à mystère avec Paul Di Filippo, sous le pseudonyme de Philip Lawson. La nouvelle The City Quiet as Death, écrite en collaboration avec Steven Utley, a été publiée en juin 2009 sur Tor.com.
Il a écrit des préface aux livres de Philip K. Dick, Theodore Sturgeon, James Tiptree, Jr., Pamela Sargent, Gardner R. Dozois, Lucius Shepard, Mary Shelley, Andy Duncan, Paul Di Filippo, Bruce Holland Rogers et Rhys Hughes (en).
Michael Bishop est invité d'honneur à une douzaine de conventions de science-fiction, notamment la DeepSouthCon de 1977, la Philcon de 1978, la Readercon de 1992, la World Fantasy Convention de cette même année, la World Horror Convention de 1999, la Norwescon de 2005, la Science Fiction Research Association Conference de 2009, et Invité spécial de l'ArmadilloCon, en 2010. Il est aussi l'un des organisateurs de trois conférences Slipstreaming in the Arts (1997–2001). 
En 2001, il reçoit un doctorat honoris causa en sciences humaines du College de La Grange. 
En mai 2013, il est invité d'honneur à l'Italcon 39, la convention italienne de littérature fantastique.

### Famille
En 1969, Michael Bishop épouse Jeri Ellis Whitaker : ils ont deux enfants, Jamie et Stephanie.
Son fils, Christopher James Bishop, professeur d'allemand, est mort assassiné le 17 avril 2007 par Cho Seung-hui lors de la fusillade de l'université Virginia Tech.

## Œuvres

### Romans
- Le Bassin des cœurs indigo ((en) A Funeral for the Eyes of Fire, 1975)Ce roman fut entièrement réécrit en 1980 sous le tite  Eyes of Fire
- (en) And Strange at Ecbatan the Trees, 1976
- Visages volés ((en) Stolen Faces, 1977)
- (en) A Little Knowledge, 1977
- (en) No Enemy But Time, 1982Prix Nebula du meilleur roman 1982
- La Fiancée du singe ((en) The Monkey's Bride, 1983)
- La Machine infernale ((en) Who made Stevie Crye?, 1984)
- (en) Ancient of Days, 1985
- Requiem pour Philip K. Dick ((en) Philip K. Dick is dead, alas, 1987)
- La Montagne aux licornes, Les Moutons électriques, coll. « Le Bateau-Feu », 2022 ((en) Unicorn Mountain, 1988), trad. Patrick Marcel, 496 p. (ISBN 978-2-36183-801-0)
- (en) Count Geiger's Blues, 1992
- (en) Brittle Innings, 1994
- (en) Joel-Brock the Brave and the Valorous Smalls, 2016
- (en) The City and the Cygnets, 2019

### Recueil de nouvelles
- (en) Windows & Mirrors, 1977
- (en) Blooded on Arachne, 1982
- (en) One Winter in Eden, 1984
- (en) Close Encounters with the Deity, 1986
- (en) Emphatically Not SF, Almost, 1990
- (en) At the City Limits of Fate, 1996
- (en) Time Pieces, 1998
- (en) Blue Kansas Sky, 2000
- (en) Brighten to Incandescence: 17 Stories, 2003
- (en) The Door Gunner and Other Perilous Flights of Fancy: A Michael Bishop Retrospective, 2012
- (en) The Sacerdotal Owl and Three Other Long Tales of Calamity, Pilgrimage, and Atonement, 2018
- (en) The City and the Cygnets: An Alternative History of the Atlanta Urban Nucleus in the 21st Century, 2019
- (en) A Few Last Words for the Late Immortals, 2021

### Nouvelles
- Papillons dans la neige ((en) Pinon Fall, 1970)
- (en) If a Flower Could Eclipse, 1970
- Gens de l'espace et du voyage ((en) Spacemen and Gypsies, 1971)
- Un grand flot noir ((en) Darktree, Darktide, 1971)
- Un tissu de petits meurtres ((en) A Tapestry of Little Murders, 1971)
- Les Loutres blanches de l'enfance ((en) The White Otters of Childhood, 1973)
- Une fenêtre dans l'enfer de Dante ((en) The Window in Dante's Hell, 1973)
- Mort et succession des Asadis ((en) Death and Designation Among the Asadi, 1973)
- Ce qui se passa rue des Serpents ((en) On the Street of Serpents, 1974)
- Odyssée sur Cathadonie ((en) Cathadonian Odyssey, 1974)
- Prière dans les décombres ((en) In Rubble, Pleading, 1974)
- Les Tigres de l'hystérie ne se nourrissent que d'eux-mêmes ((en) The Tigers of Hysteria Feed Only on Themselves, 1974)
- La Tomate vagabonde, 2000 ((en) Rogue Tomato, 1975)Parue dans la revue Bifrost no 18, Le Bélial'
- Les Allégeances ((en) Allegiances, 1975)
- (en) The Contributors to Plenum Four, 1975
- (en) Blooded on Arachne, 1975
- Le Samouraï et les saules ((en) The Samurai and the Willows, 1976)Prix Locus du meilleur roman court 1977
- (en) In Chinistrex Fortronza the People are Machines or, Hoom and the Homunculus, 1976
- Sursauts de foi ((en) Leaps of Faith, 1977)
- Effigies ((en) Effigies, 1978)
- La Femme aux trois rêves ((en) Three Dream Woman, 1978)
- Retour à la vie ((en) The Quickening, 1981)Prix Nebula de la meilleure nouvelle longue 1981
- (en) Her Habiline Husband, 1983Prix Locus du meilleur roman court 1984
- Le Rendez-vous de Taccati ((en) Taccati's Tomorrow, 1986)
- Je me souviens de Carthage ((en) For Thus Do I Remember Carthage, 1987)
- Apartheid, supercordes et Mordecai Thubana ((en) Apartheid, Superstrings, and Mordecai Thubana, 1992)